# 全苏指挥大赛
全苏指挥大赛（俄语：Всесоюзный конкурс дирижёров），也译全苏联指挥大赛，是一项苏联音乐指挥赛事。1938年，首届大赛在莫斯科举行，萨穆伊尔·萨莫苏德担任评委会主席， 其他评委包括尼古拉·雅科夫列维奇·米亚斯科夫斯基、海因里希·古斯塔沃维奇·涅高兹、亞歷山大·哥登懷瑟、亞歷山大·高克、德米特里·鲍里索维奇·卡巴列夫斯基等人。1966年至1988年间，全苏指挥大赛又举办了五届。

## 获奖名单

### 1938
- 叶夫根尼·穆拉文斯基（一等奖）
- 纳坦·拉赫林（二等奖）
- 亚历山大·梅利克-帕沙耶夫（俄语：Александр Мелик-Пашаев）（二等奖）
- 康斯坦丁·伊万诺夫（俄语：Иванов, Константин Константинович /Константин Иванов）（三等奖）
- 马尔克·帕维尔曼（俄语：Марк Паверман）（四等奖）

### 1966
- 尤里·捷米爾卡諾夫（一等奖）
- 亚历山大·德米特里耶夫（俄语：Дмитриев, Александр Сергеевич）
- 弗阿特·曼苏罗夫（俄语：Фуат Мансуров）
- 尤里·西蒙諾夫
- 丹尼尔·秋林（Даниил Юрьевич Тюлин）
- 馬克森·蕭士達高維契

### 1971
- 亚历山大·拉扎列夫（俄语：Лазарев, Александр Николаевич）
- 沃利捷马尔·涅利松（俄语：Вольдемар Нельсон）

### 1976
- 瓦列里·格吉耶夫

### 1983
- 金塔拉斯·林克维秋斯（俄语：Гинтарас Ринкявичус）

### 1988
- 亚历山大·波利亚尼奇科（俄语：Александр Поляничко）（一等奖）
- 亚历山大·波利休克（俄语：Александр Полищук）（三等奖）
- 拉希德·斯库拉托夫（Рашид Скуратов）（三等奖）